# Nissan Juke
Nissan Juke (укр. Ніссан Джук) — компактний кросовер японського виробника автомобілів Nissan, представлений на Женевському автосалоні 2010 року. Ця модель зайняла в модельному ряді фірми місце між компактним мінівеном Note і кросовером Qashqai. Модель за задумом розробників повинна повторити успіх останнього і стати альтернативою традиційним хетчбекам. На ринку Північної Америки модель дебютувала на Нью-Йоркському автосалоні 2010 року.

## Перше покоління (2010-2019)

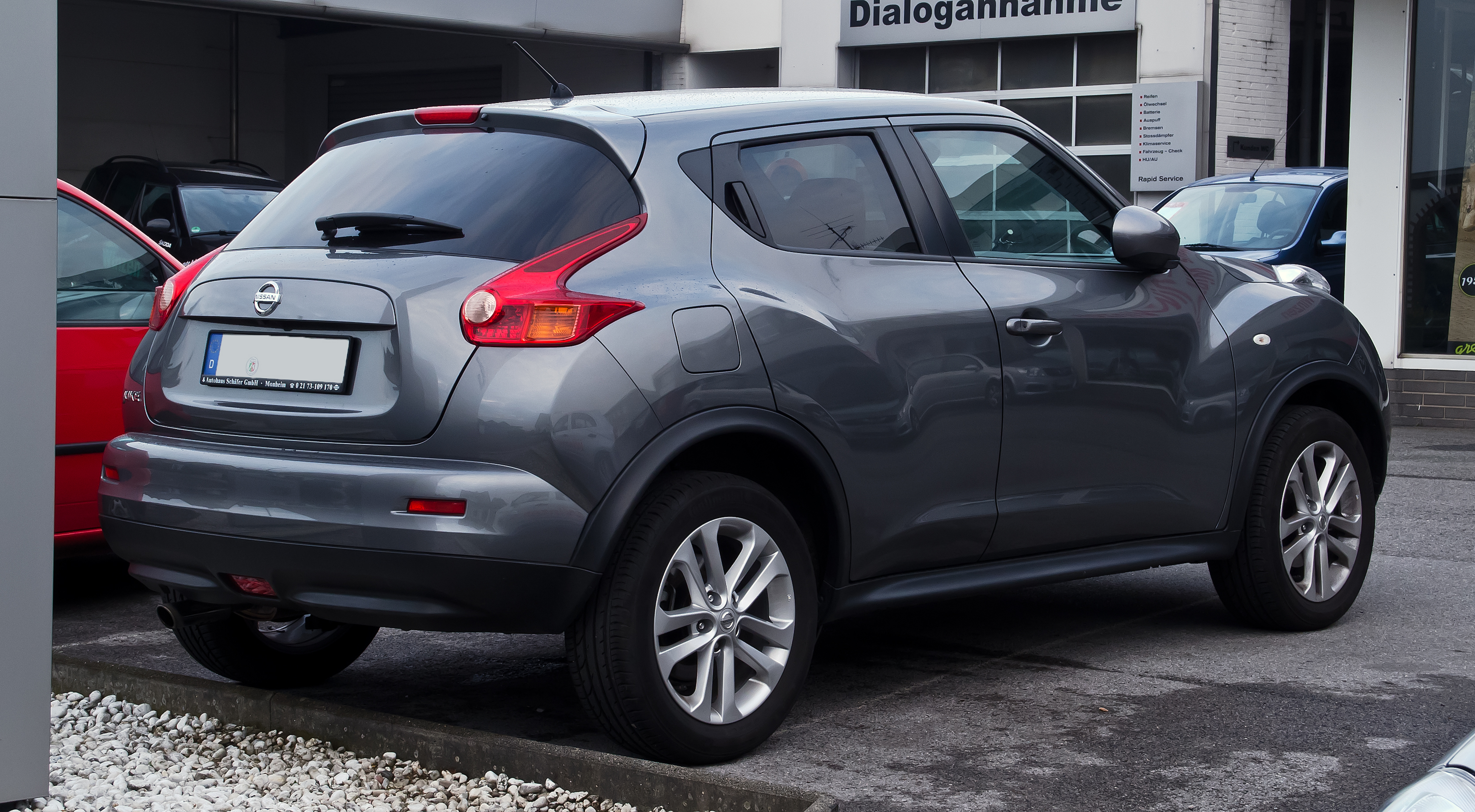
Nissan Juke (2010-2014)

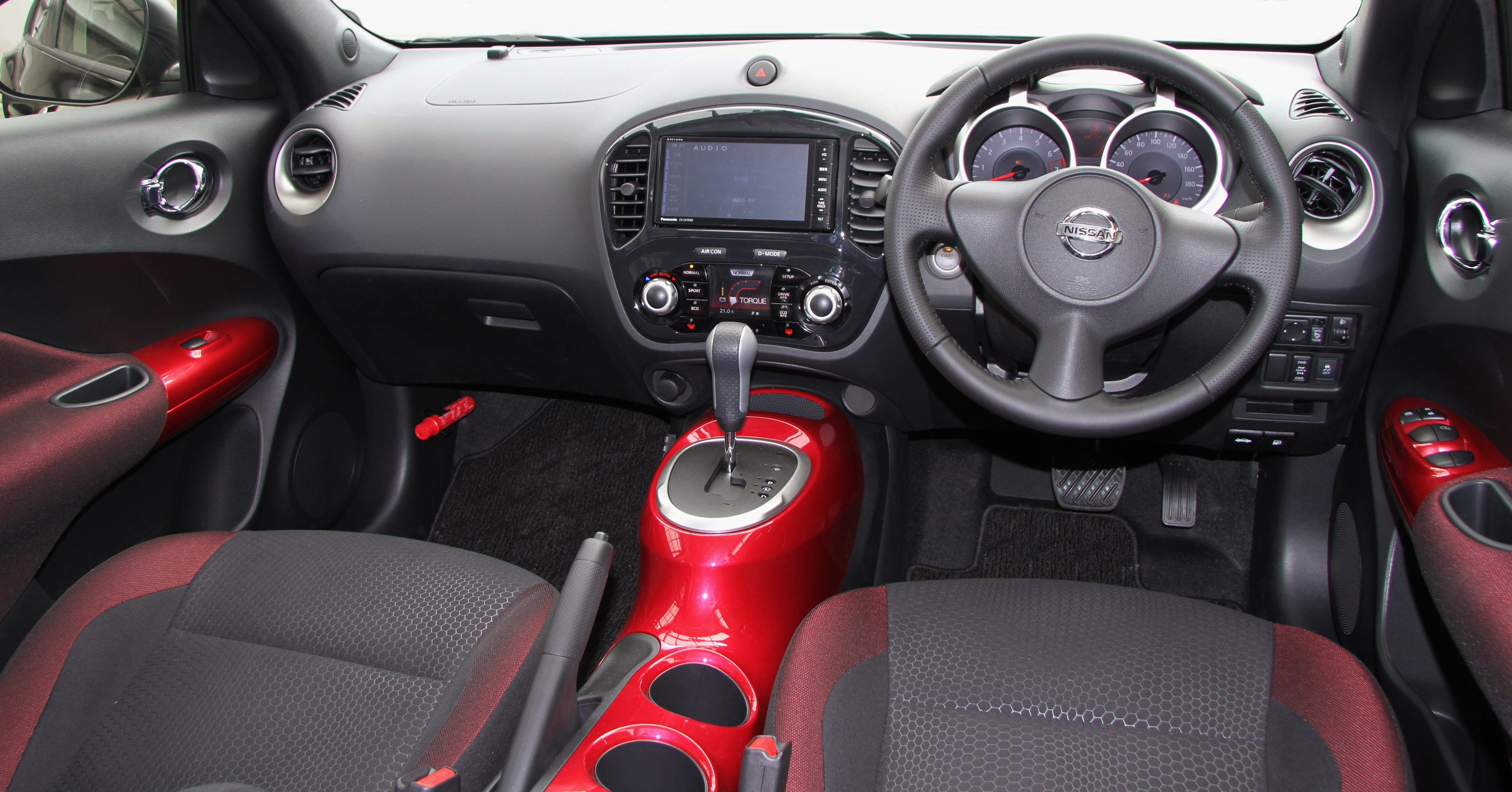
Nissan Juke

Світова прем'єра кросовера Nissan Juke відбулася на Женевському моторшоу в березні 2010 року. Автомобіль створений на основі концепту Qazana, представленого у 2009 році, побудований на платформі Renault/Nissan B. Його довжина становить 4135 мм, ширина — 1765, висота — 1570. Колісна база лише на 7 см коротша (в ній 2530 мм), ніж у Note, і на 10 см коротша, ніж у Qashqai.
Новий компактний кросовер випускається на двох заводах компанії Nissan: в Англії (м. Сандерленд) і Японії (м. Оппама).
Автомобіль оснащується або приводом на передні колеса, або новітньою ніссанівскою розробкою — електронною системою повного приводу All-Mode4x4-I з регульованим вектором тяги. При необхідності дана система ділить крутний момент між осями (задньому дістається максимум половина), а залежно від ситуації розподіляє належною пропорцією ньютон-метри між задніми колесами. Передня підвіска — Макферсон, ззаду встановлена торсіонна балка.
Nissan Juke добре підготовлений в плані безпеки. До складу устаткування входить цілий набір активних систем: ABS, Brake Assist і EBD, система стабілізації ESP з можливістю відключення. Автомобіль також оснащений фронтальними і бічними подушками, активними підголівниками передніх сидінь, передніми ременями з преднатяжителями і обмежувачами навантаження, кріпленнями ISOFIX і іншими системами. Nissan Juke гідно виступив в серії краш-тестів Euro NCAP, за результатами яких машині був привласнений найвищий рейтинг 5 зірок.
Nissan Juke — типовий компактний міський кросовер. Особливою місткості очікувати не доводиться — в стандарті багажник має об'єм всього 251 л, а при складених задніх сидіннях — 579 л. Іншим недоліком можна визнати тісний задній ряд через специфічну форму кузова, низької стелі та звужених прорізів задніх дверей. З іншого боку, автомобіль зручний в парковці та маневруванні, а при дорожньому просвіті 170-180 мм Juke дозволить більш впевнено долати невеликі перешкоди, а в повнопривідної модифікації — навіть пересуватися по легкому бездоріжжю, природно, зі знижкою на наявність варіатора.

### Рестайлінг 2015

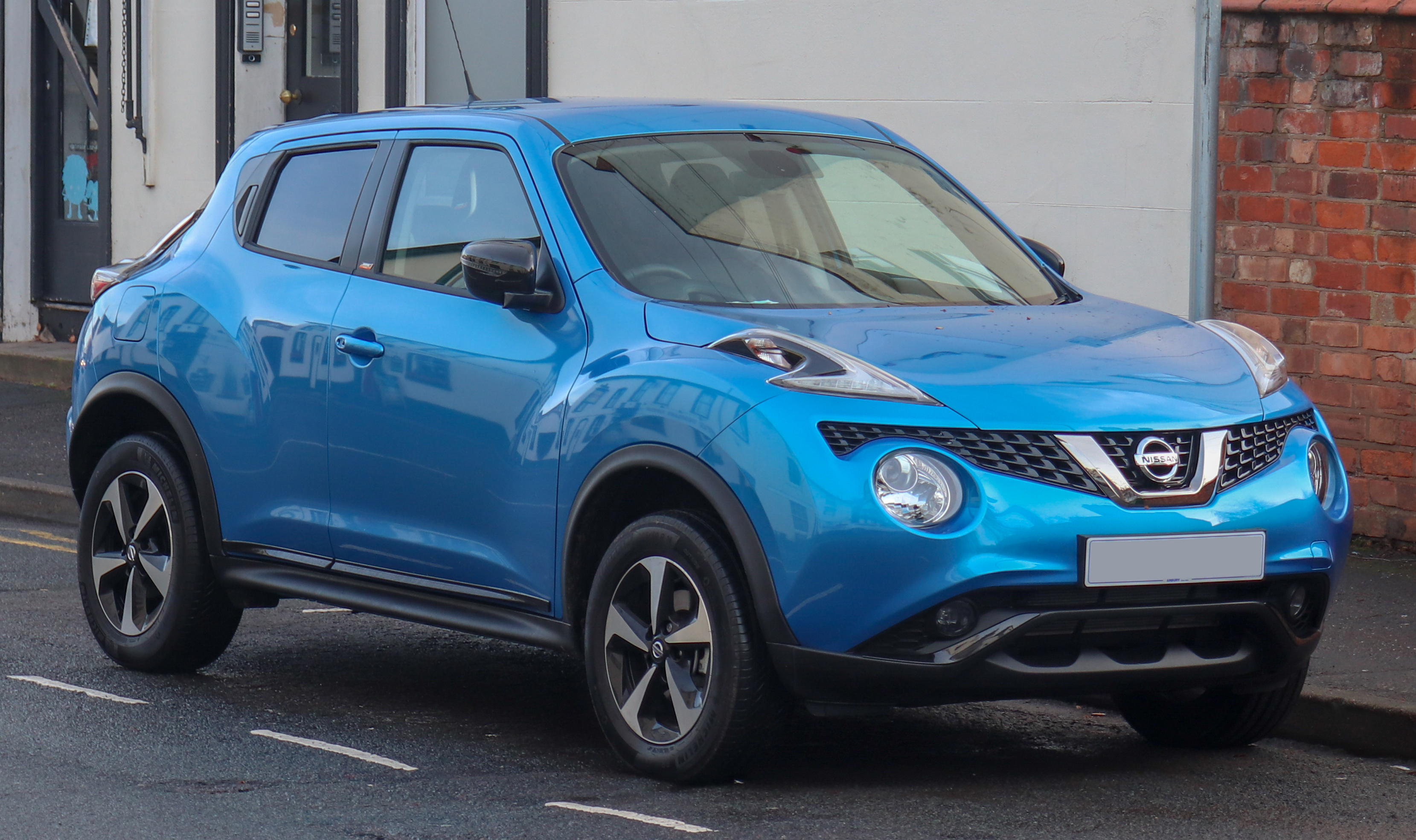
Nissan (з 2015)

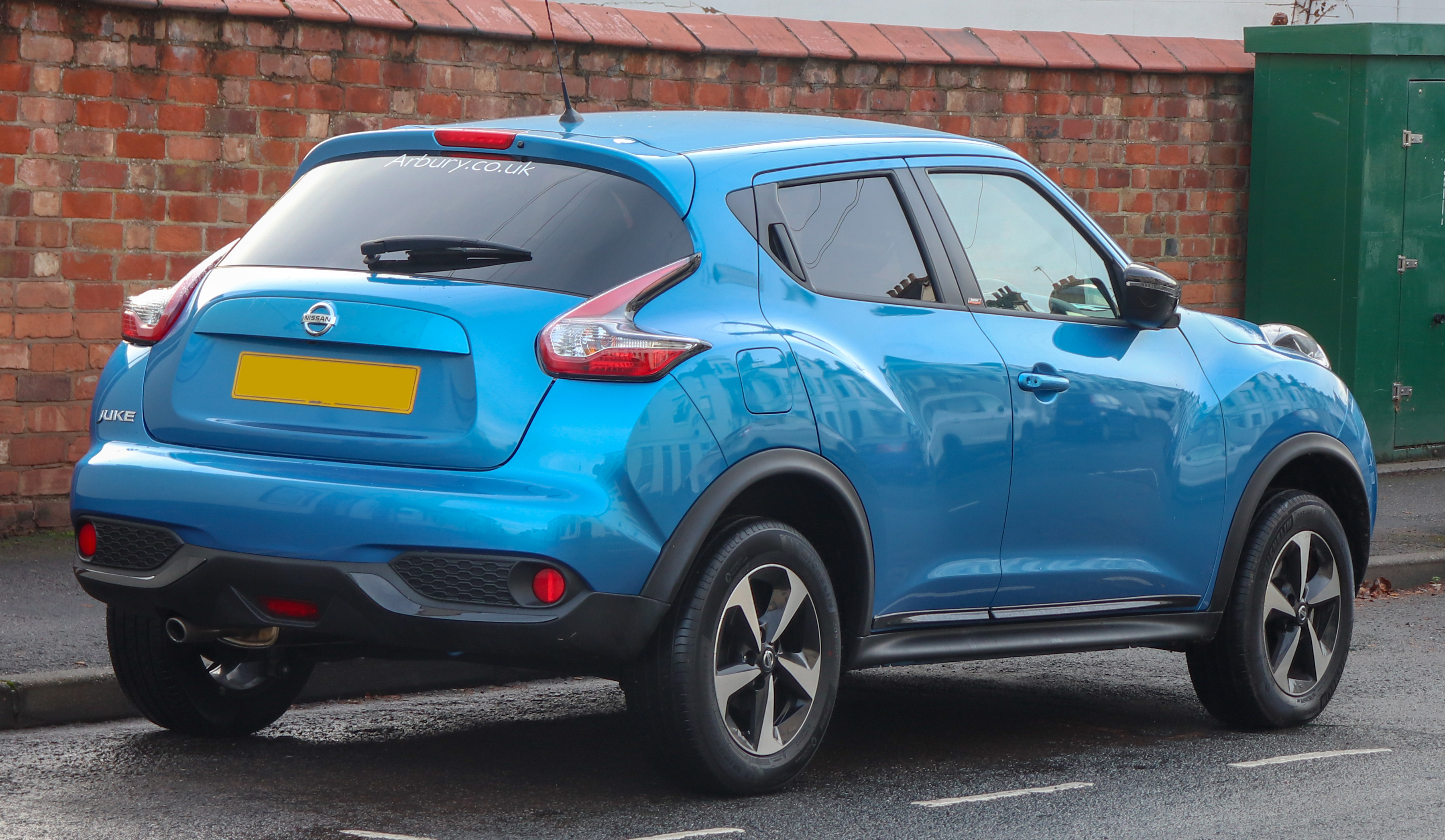
Nissan (з 2015)

Nissan Juke модернізували у 2015 році, змінивши передні фари та оснащення. Габарити автомобіля залишилися без змін (4135 x 1765 x 1565). Автомобіль доступний в 5 модифікаціях: S, SV, SL, Nismo і Nismo RS. Найменш дорогий Juke S як і раніше комплектується кнопкою «старт», камерою заднього виду, AM / FM / CD / USB-аудіосистемою і 5-дюймовим кольоровим екраном і бездротовим зв'язком Bluetooth, Siri Eyes Free і безступінчатим коробкою передач. Nissan Juke SV має у своєму складі витончену систему I-CON, клімат-контроль, регульований люк на даху, екстра зручні сидіння, задні тоновані вікна, обтягнуте шкірою кермо, а також автоматичний клімат контроль. В опціональну комплектацію автомобіля можуть входити: шкіряні сидіння, великий 5,8-дюймовий дисплей з навігацією і функцією розпізнавання голосу, аудіосистема «Rockford Fosgate», передні сидіння що підігріваються, автоматичні фари і чудовий дисплей заднього виду «AroundView».

### Двигун і КПП
Атмосферні бензинові двигуни HR15DE і HR16DE, як і турбований дизель K9K, були запозичені в інших моделей (вони вже застосовувалися раніше на Note, Tiida, Qashqai та ін), при цьому двигун HR16DE піддався невеликий модернізації — він став на кілька кінських сил могутніше і трохи економічніше. Також представлений новий, потужніший бензиновий двигун MR16DDT з турбонадувом і безпосереднім уприскуванням палива. 
Доступні дві механічні КПП (п'яти-і шестиступінчаста) і два варіатора, засновані на вдосконаленій безступінчатим трансмісії (CVT) Nissan Qashqai. Старша модифікація, «Xtronic CVT M6», відрізняється наявністю ручного режиму перемикання з імітацією фіксованих передач.

### Модифікації
| Двигун            | Двигун           | Двигун  | КПП                       | Привід   | Ринок                              |
| ----------------- | ---------------- | ------- | ------------------------- | -------- | ---------------------------------- |
| Бензиновий        | 1.5 л., 109 л.с. | HR15DE  | Варіатор «Xtronic CVT»    | Передній | Японія                             |
| Дизельний, Turbo  | 1.5 л., 110 к.с. | K9K     | Механічна 6-ступінчаста   | Передній | Європа, Пн. Америка, Японія        |
| Бензиновий        | 1.6 л., 117 к.с. | HR16DE  | Механічна 5-ступінчаста   | Передній | Європа, Росія, Пн. Америка, Японія |
| Бензиновий        | 1.6 л., 117 к.с. | HR16DE  | Варіатор «Xtronic CVT»    | Передній | Європа, Росія, Пн. Америка, Японія |
| Бензиновий, Turbo | 1.6 л., 190 к.с. | MR16DDT | Механічна 6-ступінчаста   | Передній | Європа, Росія, Пн. Америка, Японія |
| Бензиновий, Turbo | 1.6 л., 190 к.с. | MR16DDT | Варіатор «Xtronic CVT M6» | Повний   | Європа, Росія, Пн. Америка, Японія |

| Двигун                   | Об'єм [см³] | Потужність [к.с.] при об/хв | Крутний момент [Нм] при об/хв | Розгіне 0-100 км/год [с] | Максимальна швидкість [км/год] | Витрата пального [л/100 км] | Роки виробництва |
| Бензинові                | Бензинові   | Бензинові                   | Бензинові                     | Бензинові                | Бензинові                      | Бензинові                   | Бензинові        |
| ------------------------ | ----------- | --------------------------- | ----------------------------- | ------------------------ | ------------------------------ | --------------------------- | ---------------- |
| 1.5 109                  | 1498        | 109/6000                    | 148/4400                      | -                        | -                              | -                           | з 2010           |
| 1.6 94                   | 1598        | 94/5400                     | 140/3200-4400                 | 12,0                     | 168                            | 6,0                         | 2013-2018        |
| 1.6 112                  | 1598        | 112/5600                    | 144/4000                      | 12,5                     | -                              | 7,1                         | з 2018           |
| 1.2 DIG-T 115            | 1197        | 115/4500                    | 190/2000                      | 10,8                     | 178                            | 5,6                         | 2014-2018        |
| 1.6 117                  | 1598        | 117/6000                    | 158/4000                      | 11,0                     | 178                            | 6,4                         | 2010-2018        |
| 1.6 DIG-T 190            | 1618        | 190/5600                    | 240/2000-5200                 | 8,0                      | 215                            | 6,9                         | 2010-2018        |
| 1.6 DIG-T 200 (Nismo)    | 1618        | 200/6000                    | 250/2400-4800                 | 7,8                      | 215                            | 6,9                         | 2013-2014        |
| 1.6 DIG-T 217 (Nismo RS) | 1618        | 217/6000                    | 284/2400-4800                 | 7,0                      | 220                            | 7,2                         | з 2015           |
| Дизельні                 |             |                             |                               |                          |                                |                             |                  |
| 1.5 dCi 110              | 1461        | 110/4000                    | 240/1750                      | 11,2                     | 175                            | 5,1                         | 2010-2013        |
| 1.5 dCi 110              | 1461        | 110/4000                    | 260/1750-2500                 | 11,2                     | 175                            | 4,5                         | з 2013           |

### Juke Nismo

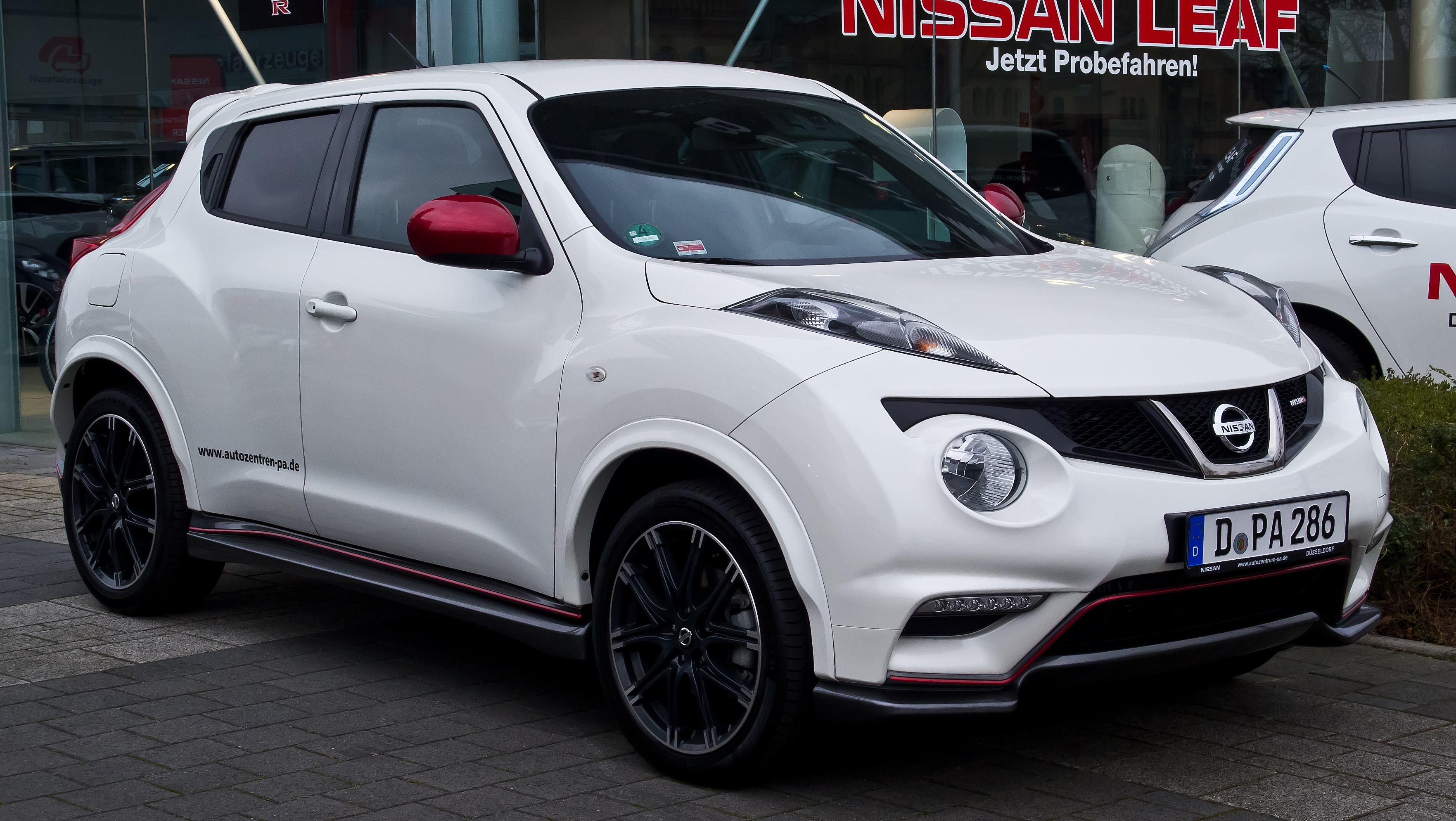
Nissan Juke Nismo

На Паризькому автосалоні у 2012 році був представлений Nissan Juke Nismo. На автомобілі встановлений двигун 1,6 DiG-T, потужність якого збільшена до 200 л. с. Juke Nismo також має нові налаштування підвіски і рульового управління. Жорсткість пружин на модифікаціях з переднім приводом була збільшена на 10%, а на повнопривідних — на 15%.
Juke Nismo також відрізняється наявністю додаткової аеродинамічної обвіски, яка включає розширені колісні арки, змінені передній і задній бампери, дифузор, накладки на пороги кузова, спойлер на задніх дверях і 18-дюймові диски з легкого сплаву. Колірна палітра представлена трьома відтінками: білим Storm White, чорному Pearl Black і сріблястому Blade Silver. Корпуси зовнішніх дзеркал заднього виду при цьому пофарбовані в червоний колір.

### Juke-R

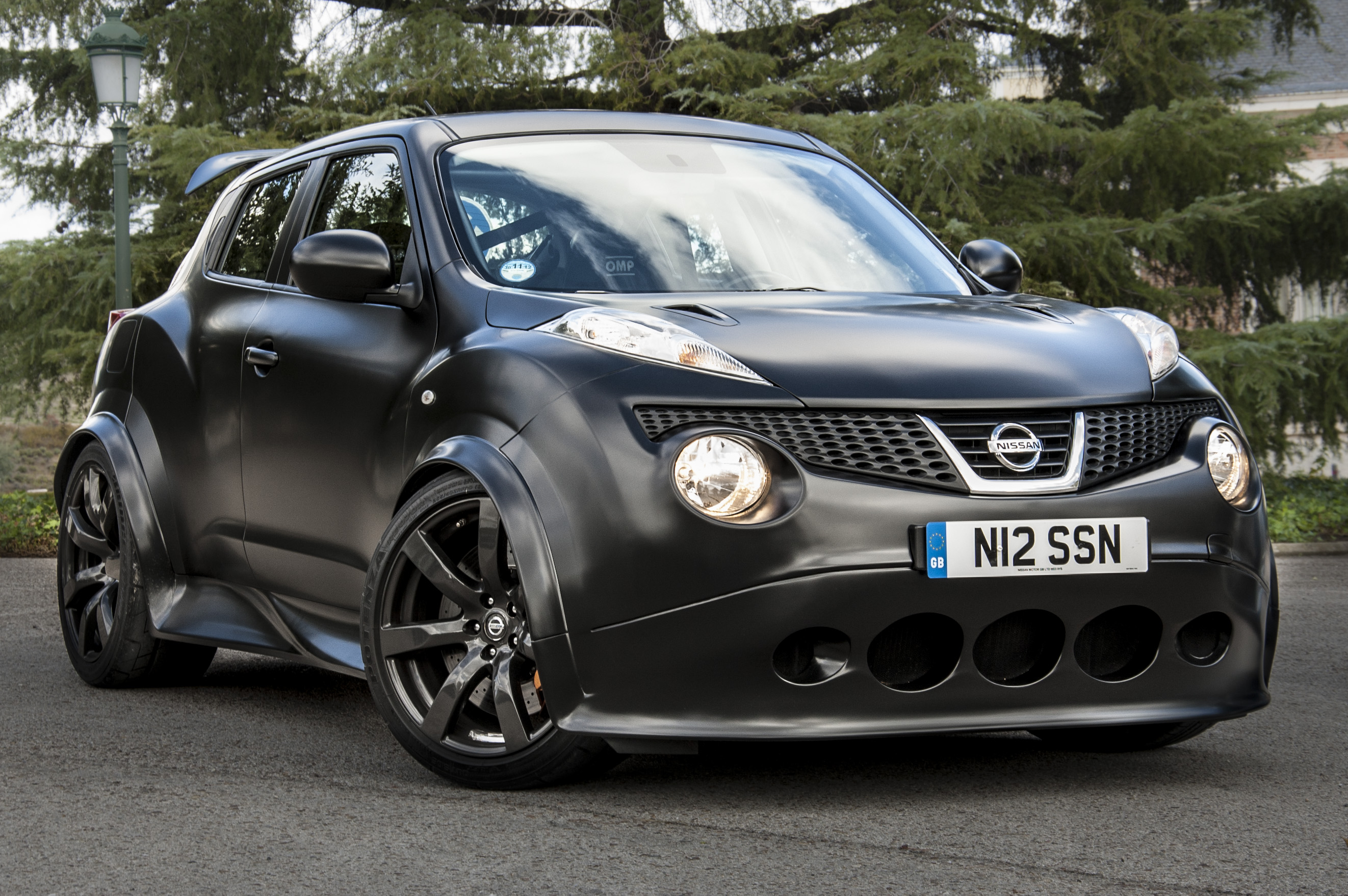
Nissan Juke-R

У 2011 році британська інжинірингова фірма Ray Mallock Ltd., яка виробляє обладнання для мотоспорту, і Європейський технічний центр Nissan (NTC-E) представили прототип Juke-R. [3]
В основі автомобіля шасі і силовий агрегат від Nissan GT-R: підвіска, 3,8-літровий шестициліндровий турбодвигун VR38DETT Twin-Turbo V6 потужністю 485 кінських сил, вихлопна і гальмівна системи, 6-ступенева роботизована коробка передач з двома зчепленнями і система повного приводу. Це дозволяє автомобілю прискорюватися до 100 км/год всього через 3,7 секунди після старту. Максимальна швидкість — 257 км/год.
Спочатку планувалося побудувати тільки два примірники Juke-R (з лівим і правим кермом), які використовувалися б виключно в якості шоу-карів. Однак інтерес з боку клієнтів спонукали випустити модель обмеженим тиражем [4]. Товарний варіант отримав 545-сильний двигун. Максимальна швидкість товарної версії — 275 км/год.

### Juke Nismo RS
Разом з оновленим Juke на Женевському автосалоні 2014 року було також представлена модифікація Juke Nismo RS. Nismo RS має змінену вихлопну систему і рульове управління, модернізовані пружини і амортизатори, посилені кріплення нижніх важелів передніх стійок, більш міцні гальмівні механізми (спереду діаметр дисків збільшений з 296 до 320 міліметрів, а диски ззаду стали вентильовані). Чотирициліндровий турбодвигун 1.6 DiG-T за рахунок відмінних електронного блоку управління і вихлопної системи збільшив потужність до 218 к.с. (у версії з варіатором потужність збільшилася до 214 сил). В оснащенні Nismo RS є сидіння Recaro з комбінованою обробкою шкірою і замшею, ксеноновими фарами, системою кругового відеоогляди, комплексом безпеки Nissan Safety Shield, а також 18-дюймовими колісними дисками.

## Друге покоління (з 2019)

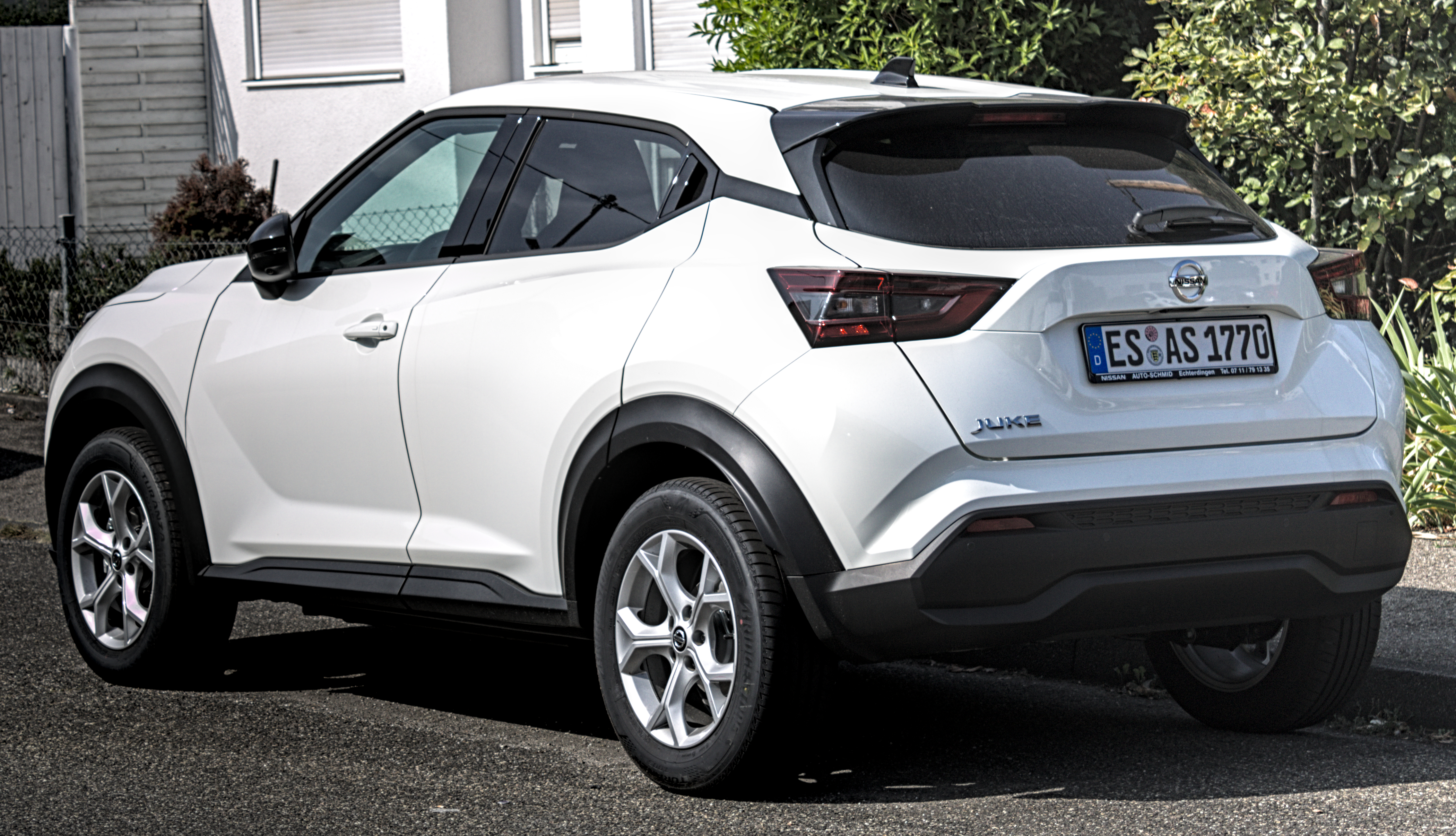
Nissan Juke ІІ

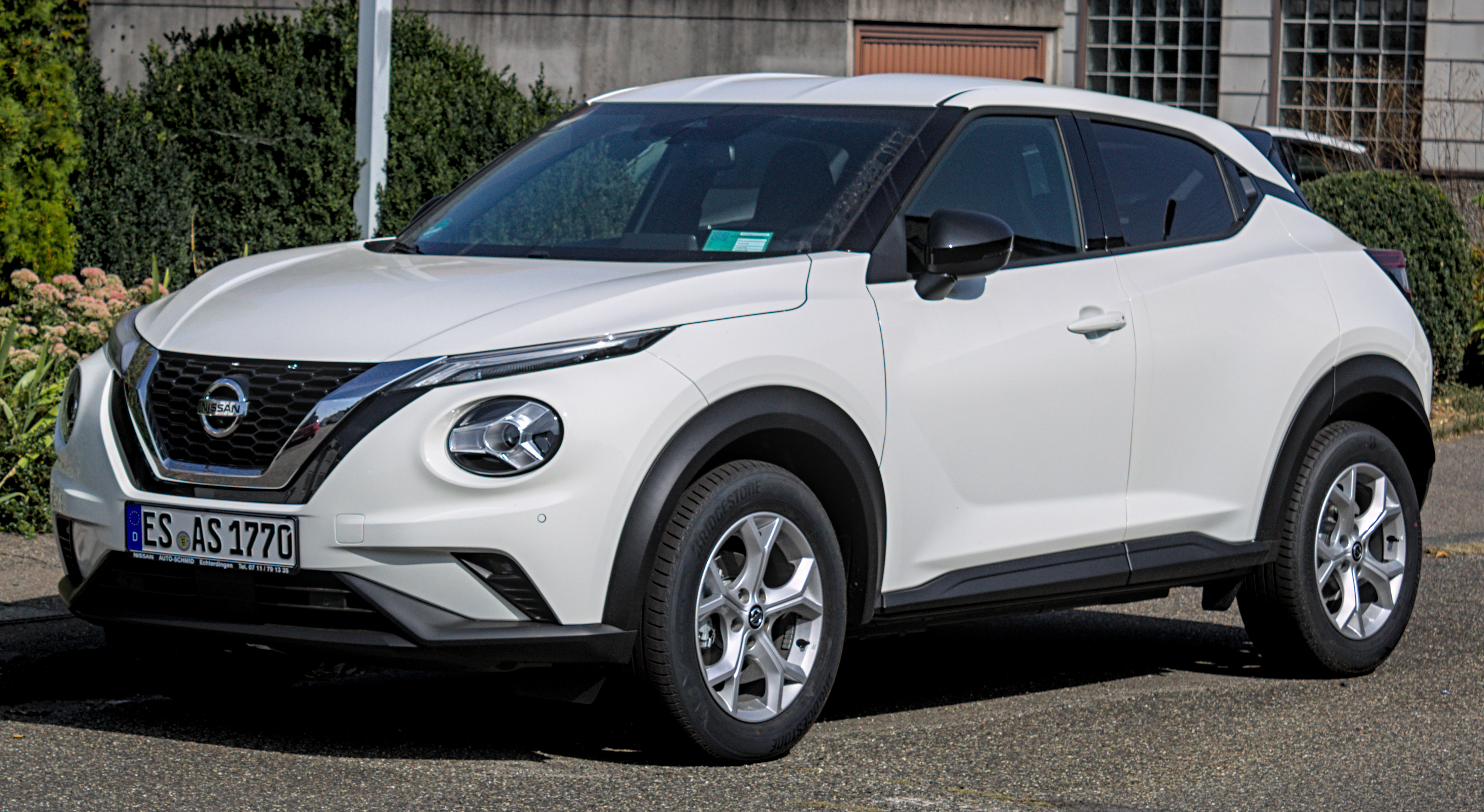
Nissan Juke ІІ

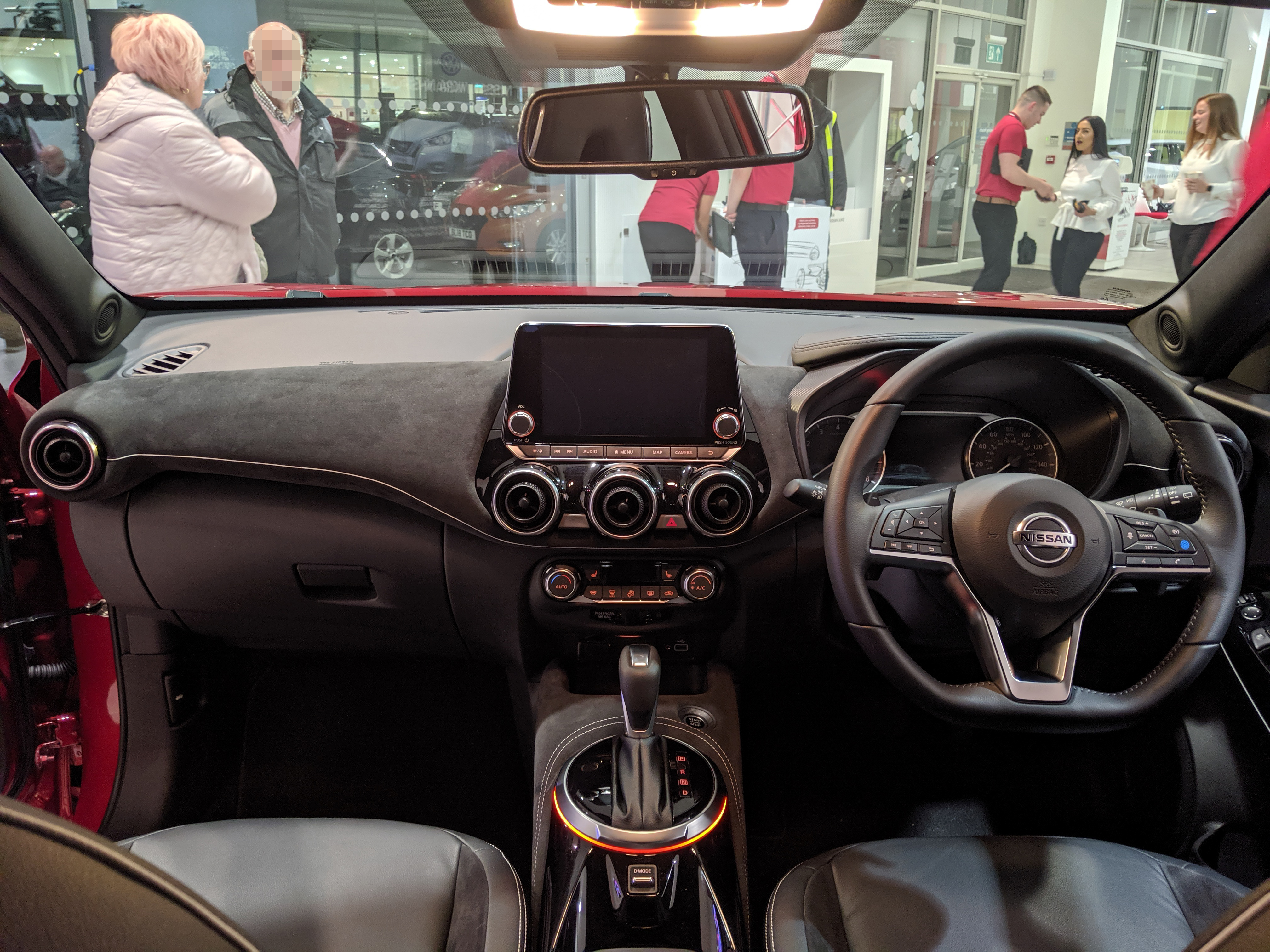
Nissan Juke ІІ

Nissan Juke другого покоління дебютував 3 вересня 2019 року з переднім приводом, бензиновим турбодвигуном 1.0 DIG-T (117 к.с. 180 Нм), шестиступінчастою МКПП і семидіапазонним «роботом» з двома зчепленнями. (Інші версії з'являться після прем'єри 10 вересня у Франкфурті). Завдяки новій платформі CMF-B модель скинула 23 кг і стала ширшою: дистанція між рядами сидінь зросла на 58 мм, над головами додалося 11 мм, обсяг багажника досяг 422 л.
Платформа нова, а тип підвісок колишній: спереду стійки McPherson, ззаду балка. Довжина — 4210 мм (+75), ширина - 1800 (+35), висота — 1595 (+25), колісна база — 2636 (+106 мм). Варіанти розмірності шин: 215/65 R16, 215/60 R17, 225/45 R19.
У липні 2021 року друге покоління Nissan Juke було представлено в Україні. В Україні пропонуватимуться п’ять версій Nissan Juke, які будуть оснащені єдиним однолітровим двигуном 1.0 DIG-T потужністю 114 к.с., але комплектуватимуться механічною 6-ступеневою коробкою передач або 7-ступеневим автоматом. 

### Двигуни
- 1.0 DIG-T 117 к.с. 180 Нм

## Продажі
| Рік  | Європа  | США    | Таїланд |
| ---- | ------- | ------ | ------- |
| 2010 | 22,228  | 8,639  |         |
| 2011 | 101,147 | 35,886 |         |
| 2012 | 101,440 | 36,358 |         |
| 2013 | 106,411 | 38,157 |         |
| 2014 | 97,538  | 38,184 | 10,236  |
| 2015 | 102,574 | 27,121 | 2,250   |
| 2016 | 98,108  | 19,577 | 1,096   |
| 2017 | 91,744  | 10,157 | 882     |
| 2018 | 68,773  | 731    |         |